# Maki Hanetaová
Maki Hanetaová (japonsky 埴田 真紀, * 30. září 1972) je bývalá japonská fotbalistka.

## Reprezentační kariéra
Za japonskou reprezentaci v letech 1993 až 1997 odehrála 30 reprezentačních utkání. Byla členkou japonské reprezentace i na Mistrovství světa ve fotbale žen 1995 a Letních olympijských hrách 1996.

## Statistiky
| Japonsko | Japonsko | Japonsko |
| Roky     | Záp.     | Góly     |
| -------- | -------- | -------- |
| 1993     | 5        | 1        |
| 1994     | 7        | 0        |
| 1995     | 8        | 0        |
| 1996     | 9        | 0        |
| 1997     | 1        | 0        |
| Celkem   | 30       | 1        |

## Úspěchy

### Reprezentační
- Mistrovství Asie:  1995;  1993